# Tour Saint-Michel de Tarascon-sur-Ariège
La tour Saint-Michel est un ancien clocher, situé à Tarascon-sur-Ariège, dans le département de Ariège, en France. 

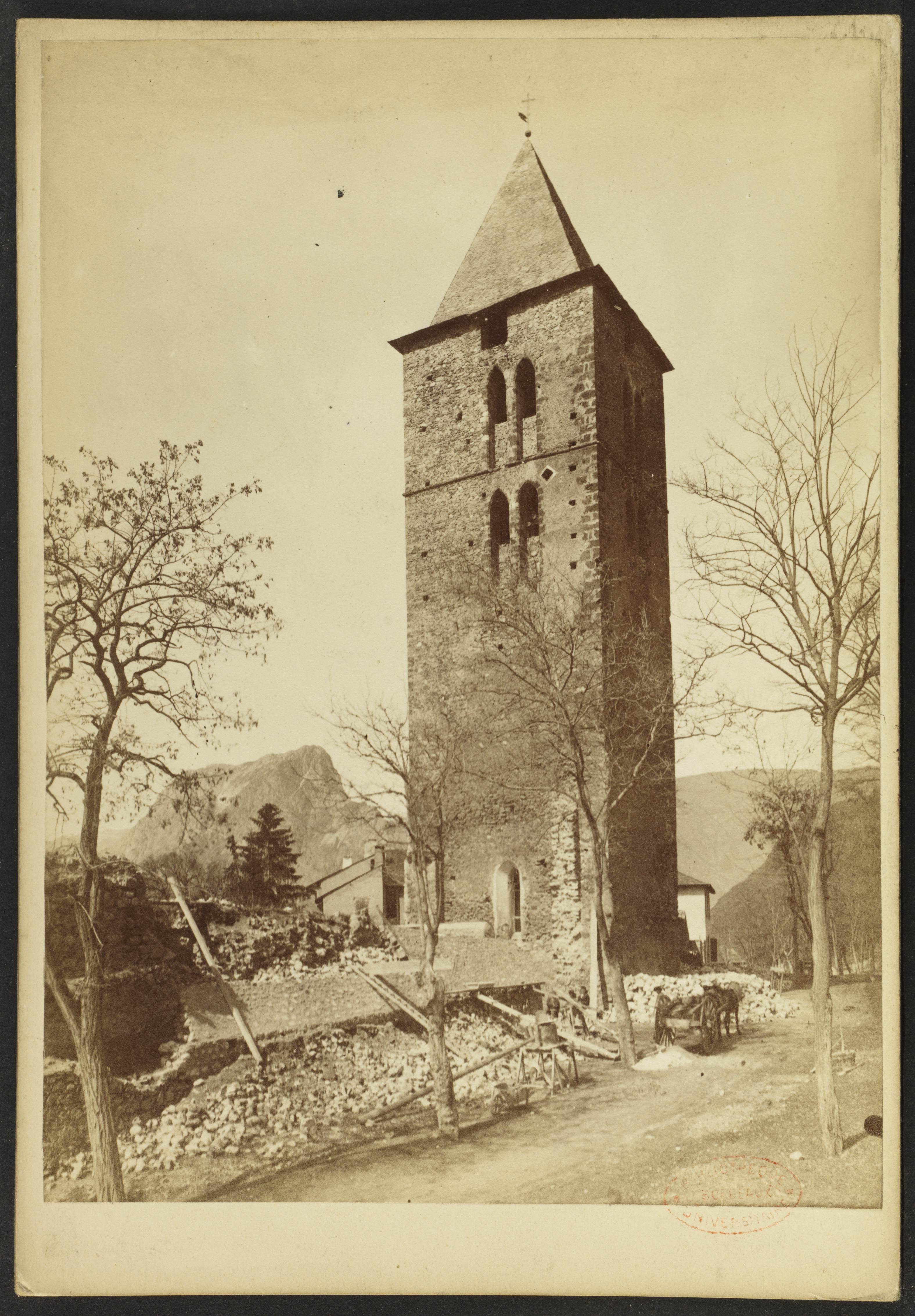
La tour en 1886 photographiée par Jean-Auguste Brutails.

## Histoire
Cette tour est le clocher, seule partie subsistante, de l'ancienne église Saint-Michel de Tarascon à simple nef qui existait encore au milieu du XIXe siècle.
Bien qu'inspiré de l'architecture romane catalane, ce clocher a été érigé seulement à la fin du XIVe siècle. Un acte en date du 14 janvier 1382 conservé aux Archives départementales de l'Ariège traitant de son financement en atteste.
Des tombes mérovingiennes ont été découvertes à proximité immédiate au XIXe siècle.
Elle a été classée au titre des Monuments historiques par arrêté du 21 décembre 1938.

## Description
La tour massive de forme carrée, et aujourd'hui crénelée, de 24,50 m de haut et de 8 m de côté avec deux étages de baies géminées à arc brisé et un porche gothique.

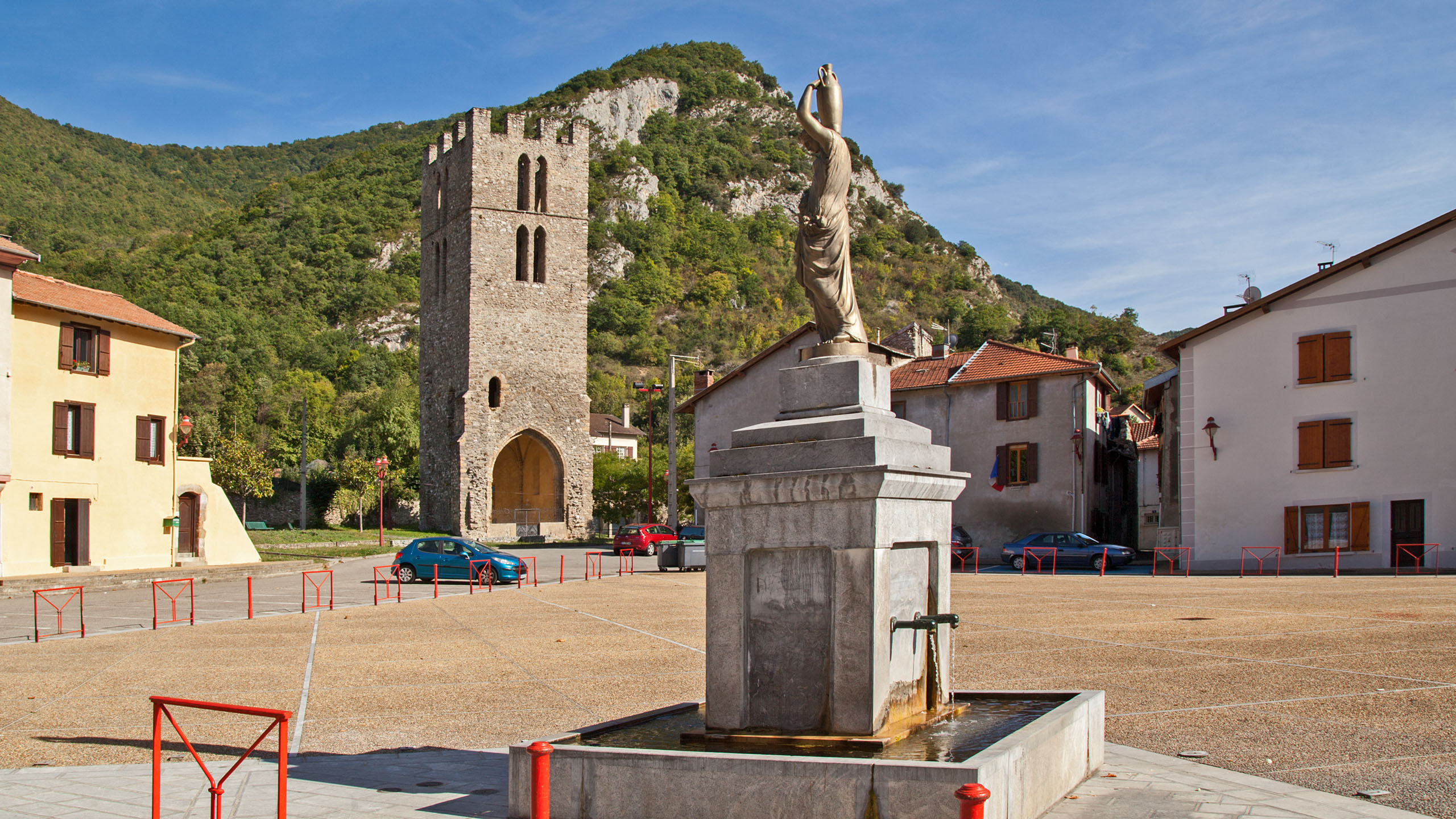
La tour Saint-Michel et la place Félix-Garrigou.